# Новодачна (платформа)
Новодачна — зупинний пункт/пасажирська платформа Савеловського напрямку Московської залізниці та маршруту МЦД-1 у місті Долгопрудний Московської області. Перша зупинка у Московській області на цьому напрямку. 
Найменовано за колишнім присілком Новодачне.
Складається з двох берегових платформ, з'єднаних між собою настилом. Із заходу від платформи прямує неелектрифікована під'їзна колія від станції Марк, яка використовується тільки для вантажного руху. Від неї у північного краю платформи відходить колія до місцевих підприємств Долгопрудного. За східною лінією відводу залізниці проходить межа області з Москвою.
Час руху від Москва-Бутирська — 21 хвилина. Зупиняються не всі електропоїзди. Каса знаходиться на західній платформі, від якої відправляються поїзди в бік Москви.
На північний захід від платформи знаходиться Московський фізико-технічний інститут (державний університет).

## Пересадки
- Автобус: 352, 563, 746